# 山口高平
山口 高平（やまぐち たかひら、1957年1月3日 - ）は、日本の工学者、大学教授、工学博士。専門分野は、人工知能、知識工学、セマンティックWeb、オントロジー、知能ソフトウェア工学、機械学習、データマイニング、ビジネスルールマネジメントシステム、知識マネジメント、AIロボット。

## 略歴

### 学歴
- 1975年3月 大阪府立四條畷高等学校卒業
- 1979年3月 大阪大学工学部通信工学科卒業
- 1981年3月 大阪大学大学院工学研究科通信工学専攻前期博士課程修了
- 1984年3月 大阪大学大学院工学研究科通信工学専攻後期博士課程修了　工学博士　論文の題は「述語論理型処理システムの高速化に関する研究 」[2]

### 職歴
- 1984年4月 大阪大学産業科学研究所電子機器部門助手
- 1989年4月 静岡大学工学部情報知識工学科助教授
- 1994年10月 静岡大学工学部知能情報工学科助教授
- 1995年10月 静岡大学情報学部情報科学科助教授
- 1996年3月 南カリフォルニア大学情報科学研究所客員研究員
- 1997年4月 静岡大学情報学部情報科学科教授
- 2004年4月（〜2022年３月） 慶應義塾大学理工学部管理工学科教授
- 2017年4月（～現在）放送大学客員教授
- 2022年3月 慶應義塾大学名誉教授
- 2022年4月 慶應義塾大学・新川崎タウンキャンパス　共同研究員
- 2023年4月（～現在） 神奈川大学情報学部システム数理学科教授[1]

## 学会活動
- 人工知能学会：フェロー(2024), 顧問(2014-2022)，会長(2012-2014)，副会長(2010-2012)，理事(2004-2006, 2008-2010)，編集委員長(2008-2010)，副編集委員長(2006-2008)，企画委員長(2004-2006)，評議員(1992-1994, 1997-1999, 2002-2004)，編集委員(1996-2000, 2004-2006)，知識ベースシステム研究会主査(1998-2000)幹事(1991-1994)，セマンティックウェブとオントロジー研究会委員長(2004-2006)副委員長(2002-2004)
- 電子情報通信学会：フェロー(2022), シニア委員(2021), 論文査読委員（1989-)，知能ソフトウェア工学研究会，委員長(2006-2008)，副委員長(2004-2006)，幹事(1994-1996)，専門委員(1997-)，
- 情報処理学会：フェロー(2023)、シニア委員(2022), 人工知能研究会運営委員（199l-1995)，ソフトウェア工学研究会運営委員(1999-2003)，情報システムと社会環境研究会運営委員(2004-2008）
- 情報システム学会：名誉会長(2022-), 会長(2019-2022)理事(2007-2012)，編集委員長(2008-2012)，
- 日本認知科学会正員（1988-2021）
- 日本知能情報ファジィ学会正員（1990-2021）
- アメリカ人工知能学会 member（1989-2021)
- Association for Computing Machinery member（1991-2021)
- IEEE Computer Society member（1991-2021)

## 著書
- 人工知能学事典，第16章AI応用ナレッジマネジメント担当 (田中穂積編集、インタフェースの科学、共立出版、1987)
- ＡＩ辞典，小項目（浅い推論，深い推論）担当 (編者：土屋俊，中島秀之，中川裕志，橋田浩一，松原仁）、pp.338-340、UPU、1988)
- 人工知能入門講座ＮＯ．１：ＡＩのコンセプト (手塚慶一，馬場口登，北橋，塩野充，山口高平、工学研究社、1989)
- 人工知能入門講座ＮＯ．３：エキスパートシステム (手塚慶一，岩下安男，川崎洋輝，倉島秀樹，山口高平、工学研究社、1989)
- 知的コンピュータシステム事典Ⅰ編，２章，2.2.5（深い推論）担当 (編者：渡邊茂、1990)
- コンピュータソフトウェア辞典，J-XIｴｷｽﾊﾟｰﾄｼｽﾃﾑ，3高次化技術担当 (編者：廣瀬健，高橋延匡，土居範久、丸善、pp.893-895、1990)
- 知能化技術と意思決定支援システム (戸田光彦，山口高平，新谷虎松、計測自動制御学会学術図書、l994) [3]
- ソフトコンピューティング用語集，小項目，深い知識担当 (日本ファジィ学会編、朝倉書店、1996)
- Ⅳ-10法律概念の階層構造を構築支援するシステム、山口高平（分担執筆）、pp.370-379、法律人工知能（吉野一編集）、創世社、2000) [4]
- 認知科学事典，小項目，深い知識担当 (日本認知科学会編、共立出版、2002)
- インターネットの知的情報技術・応用偏「ｅビジネスの理論と応用」 (菅坂玉美，横尾真，寺野孝雄，山口高平、東京電機大学出版社、2003)
- S.Tsumoto, T.Yamaguchi, M.Numao and H.Motoda (Eds.): Active Mining, LNCS3430, Springer (2005) [5]
- 人工知能学事典，第16章AI応用ナレッジマネジメント担当 (田中穂積編集、共立出版、2005)
- E.Tyugu and T.Yamaguchi: Knowledge-Based Software Engineering, 7th Joint Conference on Knowledge-Based Software Engineering,  Frontiers in Artificial Intelligence and Applications, Vol.140, 352pp., IOS Press (2006) [6]
- データマイニングの基礎 (元田浩，山口高平，津本周作，沼尾正行、情報処理学会IT Textシリーズ、オーム社、2006) [7]
- T.Yamaguchi: Practical Aspects of Knowledge Management, 7th International Conference on Practical Aspects of Knowledge Management, LNAI5345, Springer  (2008) [8]
- 情報システム学へのいざない―人間活動と情報技術の調和を求めて―改訂版 (浦昭二，細野公男，神沼靖子，宮川裕之，山口高平，石井信明，飯島正、pp.242、培風館、2008) [9]
- オントロジーの普及と応用，第3章オントロジー学習の現状と動向，來村徳信 (著), 人工知能学会 (編集) (2012) [10]
- 人工知能とは（人工知能学会監修、松尾豊編著、共著	中島秀之・西田 豊明・溝口 理一郎・長尾 真・堀 浩一・浅田 稔・松原 仁・武田 英明・池上 高志・山口 高平・山川 宏・栗原 聡、近代科学社、2016）[11]
- 山口高平，中谷多哉子：AIシステムと人・社会との関係,  放送大学教育振興会 (2020) [12]
- 山口高平：AIプロデューサー　～人とAIの連携～，近代科学社 (2022) [13]